# منجم دونالد الذهبي (فلم 1942)
منجم دونالد الذهبي (بالإنجليزية: Donald's Gold Mine أو Donald's Golden Mine في بعض النسخ) هو فيلم قصير من أفلام بطوط أنتجته شركة والت ديزني عام 1942. أدى كلارنس ناش صوتي بطوط والحمار.

## روابط خارجية
- مقالات تستعمل روابط فنية بلا صلة مع ويكي بيانات